# Апатитский политехнический колледж
Апатитский политехнический колледж им. Г. А. Голованова — учреждение профессионального образования в городе Апатиты Мурманской области, Россия.

## История
Своё начало колледж берёт в 1966 году, когда для подготовки кадров для объединения «Апатит» было организовано Профессиональное училище № 11. В 1968 году в дополнение к ПУ № 11 открылось профессиональное училище № 17.
В апреле 2004 года профессиональные училища № 11 и № 17 объединены и преобразованы в ГООУ НПО «Профессиональное училище № 11» города Апатиты.
В 2012 году ГООУ НПО «Профессиональное училище № 11» преобразовано в ГООУ НПО «Апатитский политехнический лицей».
С 5 мая 2012 года Государственное областное образовательное учреждение начального профессионального образования «Апатитский политехнический лицей» сменило тип и преобразовалось в Государственное автономное образовательное учреждение Мурманской области среднего профессионального образования «Апатитский политехнический колледж».

## Деятельность
Апатитский политехнический колледж проводит обучение студентов на базе 9 и 11 классов, по следующим специальностям:
- 23.02.03 «Техническое обслуживание и ремонт автомобильного транспорта»
- 23.02.04 «Техническая эксплуатация подъемно-транспортных, строительных, дорожных машин и оборудования (по отраслям)»
- 22.02.06 «Сварочное производство»
- 43.02.02 «Парикмахерское искусство»
- 19.02.10 «Технология продукции общественного питания»
- 21.01.10 «Ремонтник горного оборудования»
- 13.01.10 «Электромонтер по ремонту и обслуживанию электрооборудования (по отраслям)»
- 08.01.08 «Мастер отделочных строительных работ»
- 29.01.29 «Мастер столярного и мебельного производства»
- 19.01.17 «Повар, кондитер»
- 13.450, 19.727 «Маляр; штукатур»
- 18.880, 16.671 «Столяр строительный, плотник»